# Truus van Aalten
Geertruida Everdina Wilhelmina (Truus) van Aalten (Arnhem, 2 augustus 1910 - Warmond, 27 juni 1999) was van 1926 tot 1939 werkzaam als actrice, voornamelijk in films maar ook op toneel, en vanaf 1954 tot 1996 onderneemster. Haar showbizzcarrière speelde zich voornamelijk af in pre-nazi Duitsland.

## Biografie

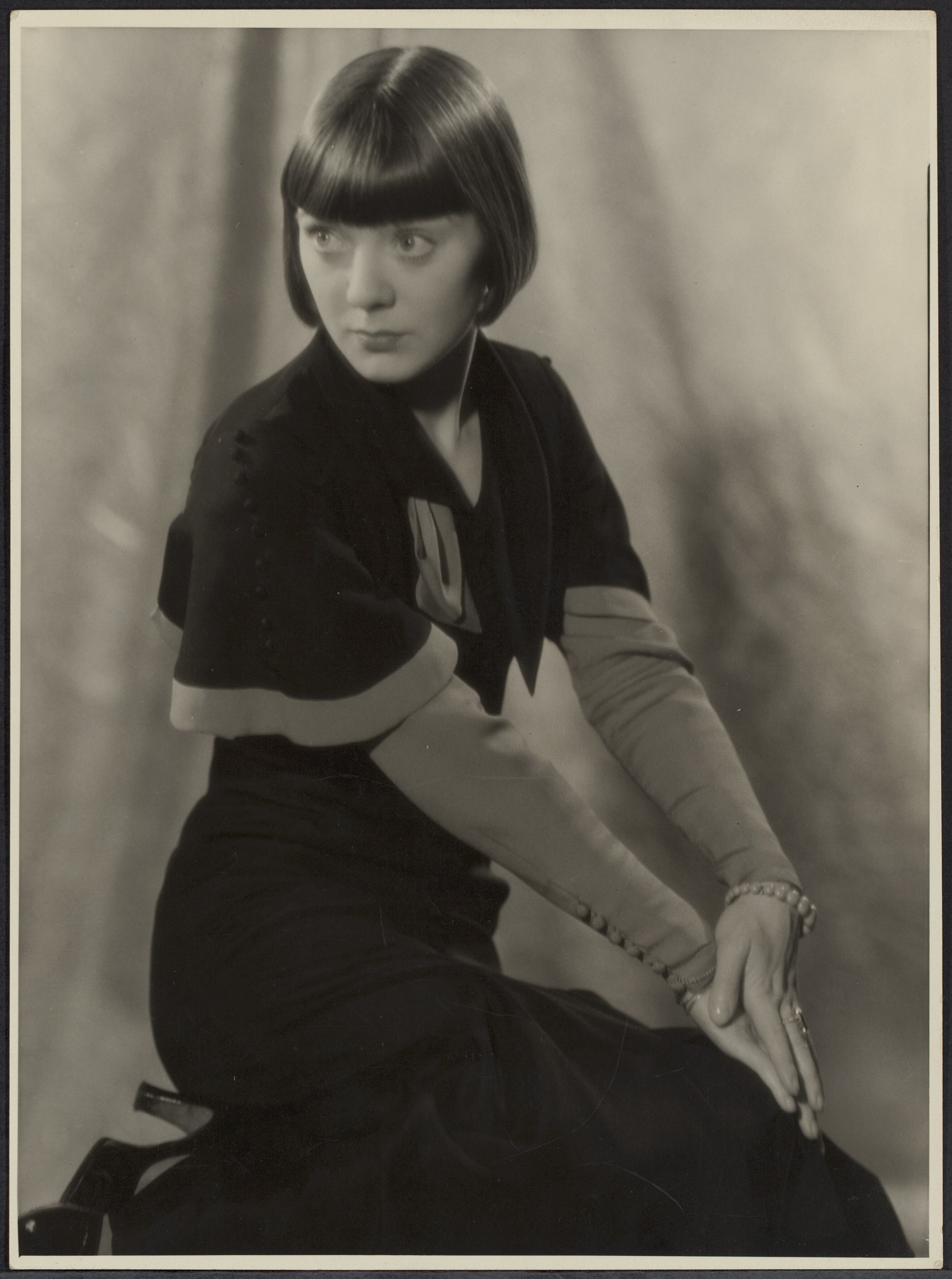
Van Aalten door Alexander Binder, eind jaren 1920. Collectie EYE Film Instituut Nederland.

### Jeugd
Haar vader dreef een drogisterij, eerst in Arnhem, later in Amsterdam. Truus van Aalten werkte na haar lagere schoolopleiding in verschillende beroepen, van huishoudster tot kindermeisje tot kleermaakster. Ze raakte gefascineerd door de film, destijds nog stomme films, en verzamelde filmtijdschriften. Haar kapsel ontleende ze aan dat van de Amerikaanse filmsterren Colleen Moore en Louise Brooks, die zich in 1923 een bobkapsel aanmaten, hetgeen toentertijd gold als een teken van vrouwenemancipatie.

### Showbizzcarrière

#### UFA-filmster "Trulala"
In 1926 werkte ze in Amsterdam bij Peek & Cloppenburg aan de Dam, toen ze een advertentie zag voor een film te maken door het Duitse UfA in Berlijn. Er werden zeven meisjes gezocht die uit Europese landen afkomstig moesten zijn. Van Aalten reageerde en werd na een auditie in Berlijn aangenomen voor een bijrolletje in de stomme film "Die sieben Töchter der Frau Gyurkovics". Hoewel haar filmaandeel sneuvelde bij de eindmontage had ze zoveel indruk gemaakt met haar natuurtalenten dat ze een meerjarencontract aangeboden kreeg. Ze was toen zestien jaar oud. Het volgende jaar kreeg ze een belangrijke rol in de Ufa-productie Die selige Exzellenz, naast de immens populaire Olga Tschechowa en de nieuwe Duitse jeune premier Willy Fritsch.
In de jaren daarna had ze komische bijrollen in bijna twintig stomme films. Ze woonde in die tijd in Berlijn. Bij de komst van de geluidsfilm kon ze blijven werken: haar stem bleek geschikt, en ook sprak ze inmiddels redelijk Duits, hoewel met een aandoenlijk Hollands accent. Een van haar eerste geluidsfilms was de verfilming van de populaire klucht Pension Schöller, die begin 1931 in heel Europa werd uitgebracht.

#### Op het toneel
Naast haar drukke bestaan op het filmdoek trad ze ook af en toe op op toneel bij de Berlijnse Volksbühne, en in 1930 speelde ze mee in de musical "Das Mädchen mit dem Nummernbrett" van Max Reinhardt. Later speelde ze ook nog in de musical "Wie werde ich reich und glücklich?" waarin ook Dolly Haas en de Comedian Harmonists muzikale rollen speelden.

#### Politieke inmenging
Toen UfA in 1929 door het mediaconcern van de DNVP-voorman Alfred Hugenberg overgenomen werd zorgde Hugenberg ervoor dat er minder maatschappijkritische noten in de films voorkwamen en er bijvoorbeeld meer Duits-romantische Heimatfilms gemaakt werden. Zaken veranderden pas echt radicaal na de machtsovername door de NSDAP onder leiding van Adolf Hitler op 30 januari 1933. Al eind maart 1933 werden alle joodse medewerkers ontslagen, onder wie veel persoonlijke vrienden van Van Aalten. Toen ze ook nog gedwongen werd te kiezen voor de Duitse nationaliteit als voorwaarde om in de filmindustrie werkzaam te kunnen blijven, verhuisde ze resoluut terug naar Nederland.

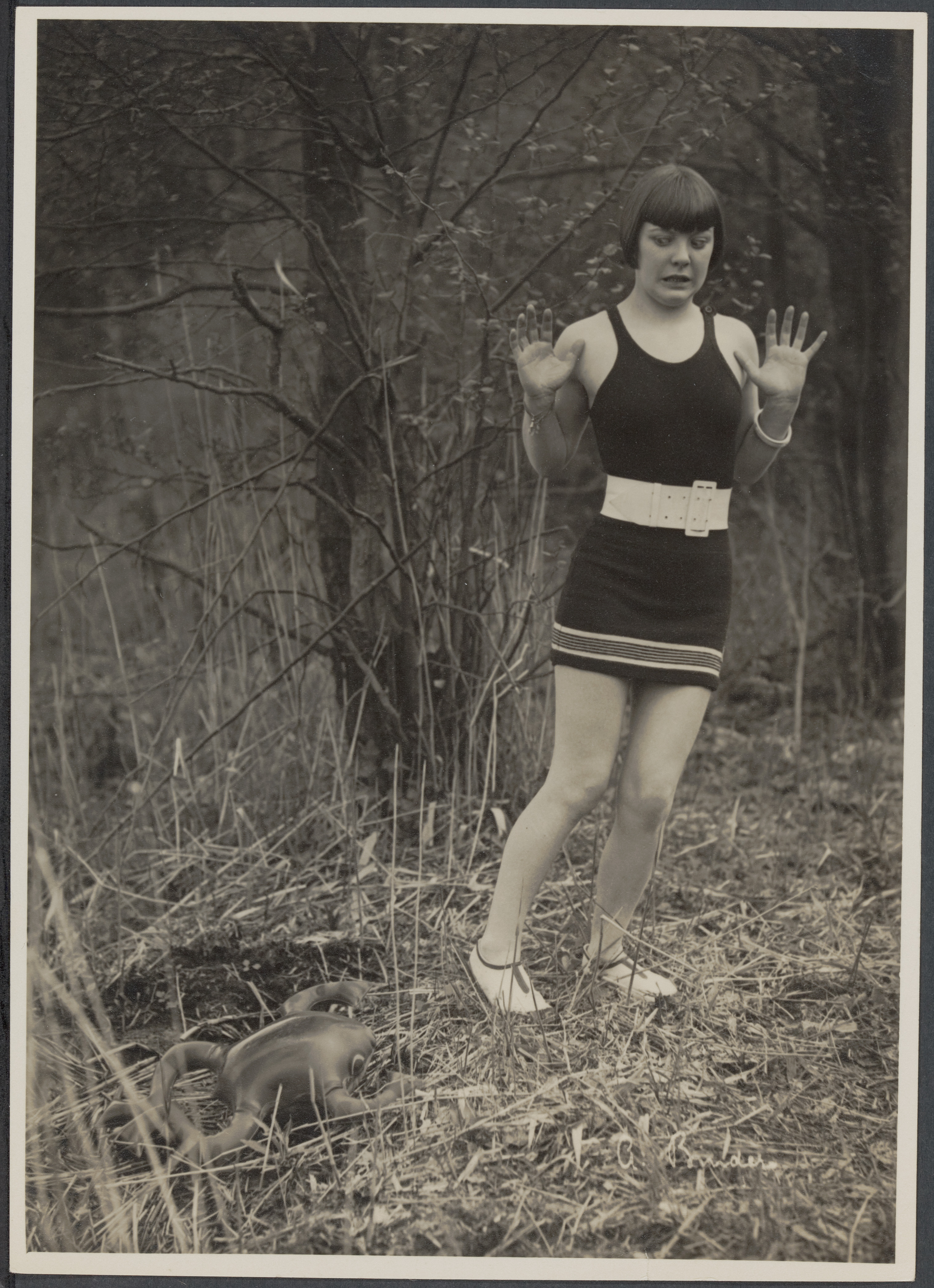
Publiciteitsfoto's door Alexander Binder, eind jaren 1920.
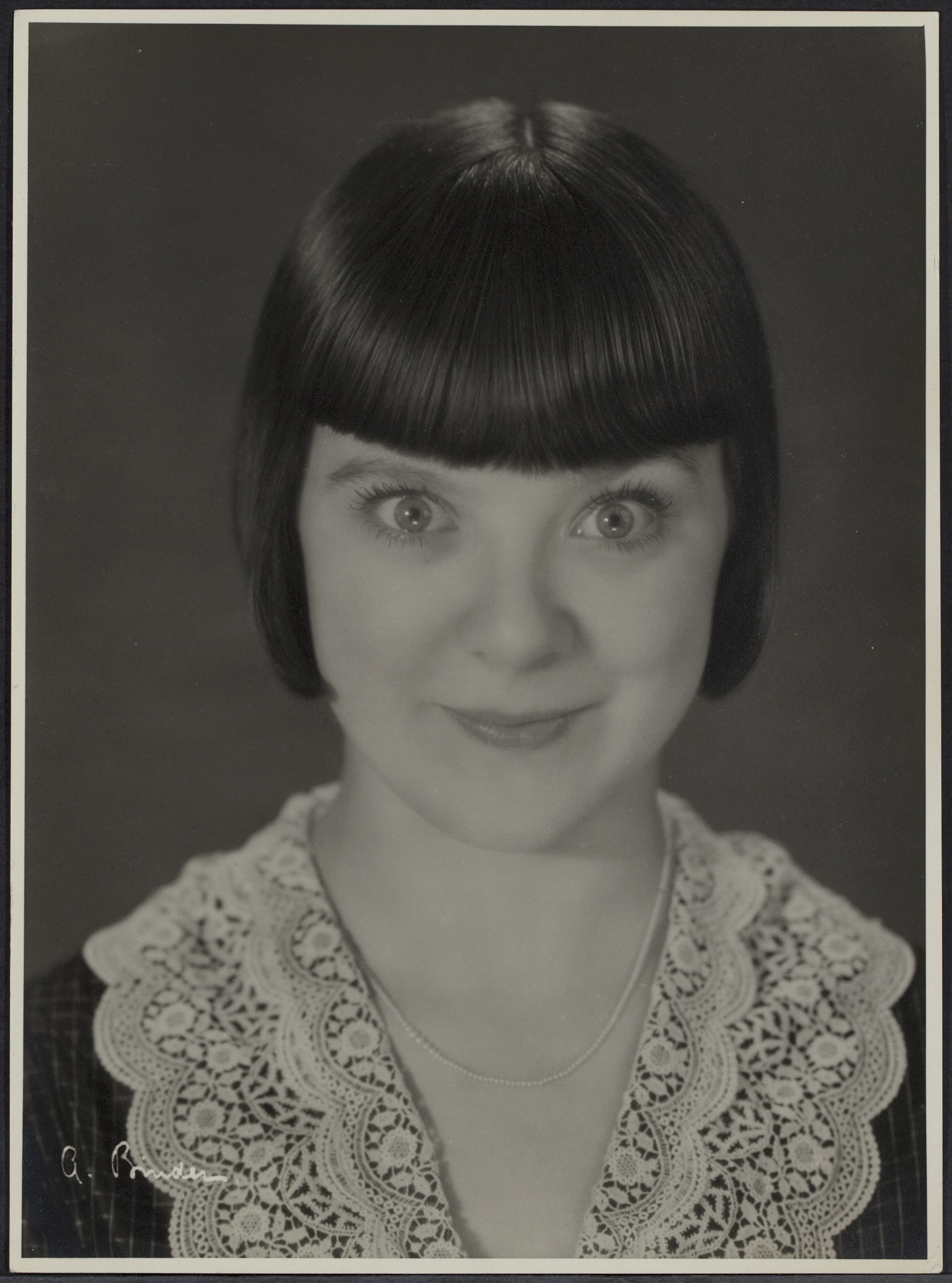
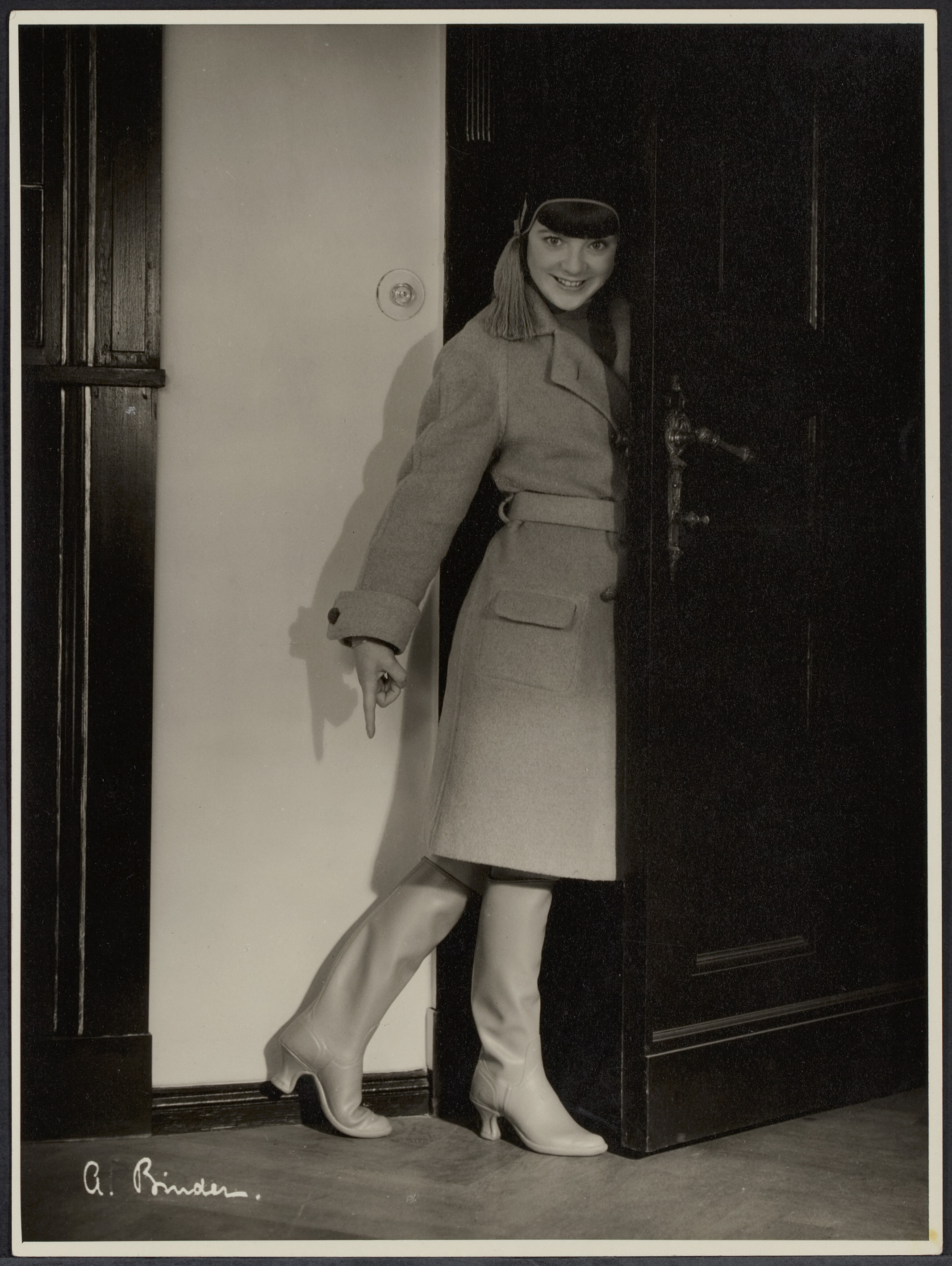
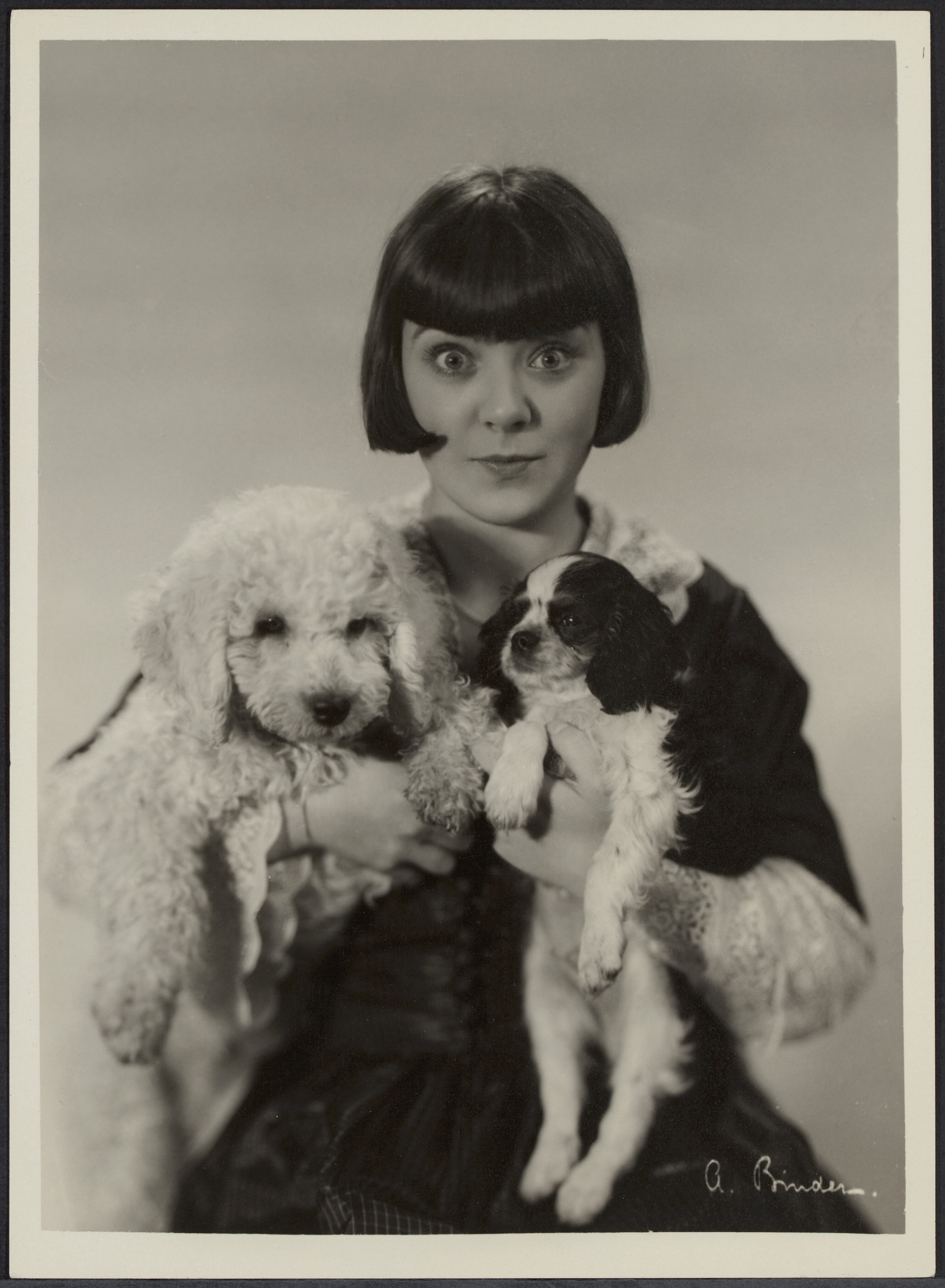
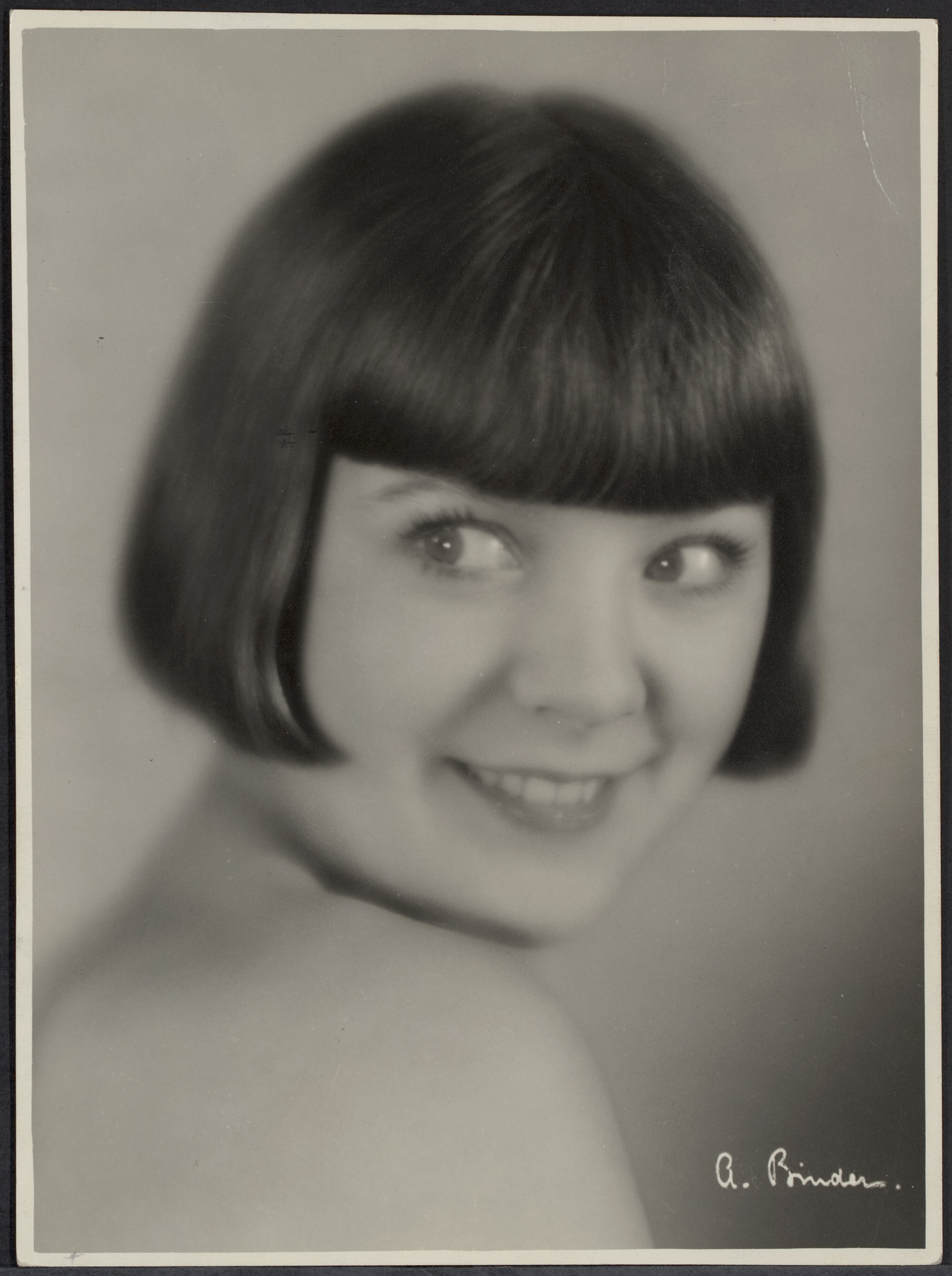

#### Oostenrijkse en Nederlandse tussenpose
In Nederland aangekomen kreeg ze al snel een telefonische oproep van andere vluchtelingen, die naar het Oostenrijk van dictator Dollfuss gevlucht waren en in Wenen verder filmden voor de Duitstalige markt, voorlopig nog zonder staatsinmenging. Ze werkte er in 1934 mee aan de film "G'schichten aus dem Wienerwald" van Georg Jacoby waarin veel muziekfragmenten uit werken van Johann Strauss jr., de "Walskoning" verwerkt zijn.
In Nederland was haar Duitse filmcarrière niet onopgemerkt gebleven en werd ze gevraagd voor de hoofdrol in de film "Het meisje met den blauwen hoed", een prestigeproject waarvoor in 1934 voor Nederland geheel nieuwe filmproductiemethoden werden gebruikt: rijdende camera's, etc. De film werd een groot succes, de Haagsche Courant prees haar charmante spel, maar vanwege haar Duitse accent lukte het Truus daarna niet meer voor een Nederlandse film gevraagd te worden.

#### De laatste film
Ten einde raad liet Van Aalten zich in 1939 toch overhalen opnieuw in Duitsland te gaan wonen, waar ze nog steeds populair was, en er een film te maken. Ze kreeg een bijrolletje in "Ein ganzer Kerl", een typische nazi-moraalfilm over de "eer van het Duitse moederschap". De film ging in Duitsland in oktober 1939 in première, een maand na de Duitse inval in Polen. De Nederlandse première volgde in maart 1940.

### Van de planken en het witte doek af
Bij het uitbreken van de Tweede Wereldoorlog op 3 september 1939 had Van Aalten geprobeerd terug te keren naar Nederland, hetgeen belet werd door het sluiten van de Nederlandse grenzen voor "iedere vluchteling", ongeacht nationaliteit of motivatie. Als gevolg hiervan bevond Van Aalten zich tijdens de Meidagen van 1940 in Duitsland, waar ze huisarrest had en net als alle andere burgers uit de brutaal overvallen neutrale landen als gijzelaar diende: indien het Duitse leger grote tegenstand zou ondervinden zou met hun ombrenging gedreigd worden. Pas in oktober 1940 mocht Van Aalten vertrekken. Ze keerde terug naar Nederland en vestigde zich in de Amsterdamse Apollobuurt. Ze weigerde het lidmaatschap van de Kultuurkamer en elke medewerking aan welke propaganda van de bezetter of de collaborerende NSB dan ook. Vervolgens doet ze wel auditie voor de Duitse film Eines Tages (1945) van regisseur Fritz Kirchhoff met onder anderen Magda Schneider maar ze krijgt de rol niet.
Na de bevrijding in 1945 probeerde Van Aalten opnieuw als filmactrice aan het werk te komen. Ze is nooit verdacht geweest van -, of vervolgd voor collaboratie maar werd in Nederland toch genegeerd vanwege haar filmverleden dat zich voornamelijk in pre-Nazi Duitsland had afgespeeld. In Duitsland was de filmindustrie door de Geallieerden stilgelegd en in het Verenigd Koninkrijk en de Verenigde Staten had men geen behoefte aan een ongeschoolde filmactrice met faam uit vervlogen tijden, nota bene opgedaan in Duitsland, zo ondervond Van Aalten toen zij eind jaren 40, begin jaren 50 naar die landen reisde om zichzelf bij de filmstudio's aan te bieden.
In 1954 vestigde ze zich in een in aanbouw zijnde villawijk in Voorhout, waar ze een import- en exporthandel in souvenirs oprichtte die in de Duin- en Bollenstreek en in de badplaatsen langs de Noordzee flinke klandizie vond bij de toeristenwinkeltjes. In 1964 trouwde ze in het geheim met Henk Godwaldt; deze stierf in 1988.
Vanaf halverwege de jaren 80 ontwikkelde zich dementie bij Van Aalten. In 1996 werd ze daarom opgenomen in een kliniek, waar ze in 1999 overleed, vrijwel vergeten door het grote publiek. Ze werd gecremeerd in crematorium Rhijnhof in Leiden.

## Nagedachtenis
Van Aalten meed na 1950 zorgvuldig alle publiciteit, zelfs toen er aanleidingen waren om mogelijk in eer hersteld te worden.
In 1972 zond de NCRV een geheel nieuwe, verlengde versie uit van Het meisje met de blauwe hoed. De hoofdrol werd nu gespeeld door Jenny Arean. Vreemd genoeg zocht niemand de oude sterren uit 1934 op.
Toen Kathinka Dittrich van Weringh van het Goethe Instituut in 1982 het filmfestival Berlijn - Amsterdam 1920-1940 organiseerde, trok zij na waar Van Aalten woonde en of deze geïnterviewd wilde worden wanneer op het festival een gerestaureerde versie van de stomme film Geheime Macht (1928) vertoond zou worden. Van Aalten weigerde maar stond wel enkele persoonlijke archiefstukken af.
Roger Mitchell, fan van bobkapsels, trof tijdens naspeuringen naar de Amerikaanse stomme filmactrices Colleen Moore en Louise Brooks foto's van Van Aalten aan, ging op onderzoek uit en publiceerde in 2005 een website over haar.
Begin 2009 doneerde een nichtje het persoonlijk archief uit de nalatenschap van Van Aalten aan het Nederlands Filmmuseum te Amsterdam

## Films
Films uit het interbellum en eerder werden vaak onder andere namen, ingekort of anderszins bewerkt, opnieuw uitgebracht. Uiteraard werd er bij een release in een ander taalgebied een vertaalde titel gekozen.

### Stomme films
- 1926
  - Die sieben Töchter der Frau Gyurkovics
- 1927
  - Die selige Exzellenz
  - Gustav Mond ... du gehst so stille
- 1928
  - Der moderne Casanova
  - Leontine's Ehemänner
  - Das Spreewaldmädel
  - Sechs Mädchen suchen Nachtquartier
  - Geheime Macht
- 1929
  - Die fidele Herrenpartie
  - Ich hab' mein Herz im Autobus verloren
  - Jenny's Bummel durch die Männer
  - Der Sonderling
  - Die lustigen Vagabunden

### Geluidsfilms
- 1930
  - Nur am Rhein
  - Liebling der Götter
  - Pension Schöller
  - Susanne macht Ordnung
  - Oh Mädchen, mein Mädchen, wie lieb' ich Dich!
- 1931
  - Ausflug ins Leben
  - Der Bettelstudent
  - Kopfüber ins Gluck
  - Kasernenzauber
- 1932
  - Teilnehmer antwortet nicht
  - Nur ein Viertelstündchen
  - Eine Liebesnacht
  - Peter und Billy - die Kameradschaftsehe
  - Eine ideale Wohnung
- 1934
  - G'schichten aus dem Wienerwald
  - Het meisje met den blauwen hoed
- 1939
  - Ein ganzer Kerl

- Gemeinsame Normdatei: 1031502505
- International Standard Name Identifier: 0000 0003 8919 3509
- Nederlandse Thesaurus van Auteursnamen: 096894741
- Virtual International Authority File: 282526169
- WorldCat: E39PBJyCGp4kh9VhyJhKgymGHC